# Herguijuela de Ciudad Rodrigo
Herguijuela de Ciudad Rodrigo è un comune spagnolo di 127 abitanti situato nella comunità autonoma di Castiglia e León.